# Radiogaceta de los deportes
Radiogaceta de los deportes es un programa de radio deportivo español, transmitido por Radio Nacional de España.

## Inicios
El programa nació en 1953. En aquel momento se adoptó la decisión por parte de los directivos de RNE de reforzar su programación deportiva en un momento en que los equipos de fútbol españoles comenzaban a cosechar triunfos más allá de las fronteras españolas y ese deporte comenzaba a convertirse en un auténtico fenómeno de masas. Con este espacio diario, se pretendía complementar la información deportiva existente hasta el momento.
Actualmente se emite en Radio Nacional y Radio Exterior de España, entre las 21:00 y las 22:00, de lunes a viernes. El presentador de Radiogaceta de los Deportes es José María Rubí . El programa informa de toda la actualidad deportiva, además de realizar entrevistas a los protagonistas y analiza el ámbito deportivo.

## Historia
A lo largo de sus 60 años de historia, Radiogaceta de los deportes ha sido presentado por numerosos locutores, desde que fuera puesto en marcha por Manuel Gil en la Dirección de Deportes de RNE. Juan Manuel Gozalo es el periodista con el que muchos identificaron este programa durante 18 años. A lo largo de su historia ha ido variando su duración entre una hora y media, una hora y media hora. En la temporada 2008-2009, se produjo un cambio importante con la incorporación por primera vez de la opinión de periodistas de medios de comunicación deportivos.
Durante los últimos treinta años, han estado al frente del programa: 
- Juan Antonio Fernández Abajo (1973-1976).
- Joaquín Ramos (1976-1981).
- Luis de Benito (1979).
- Santiago Peláez (1981-1988).
- José Joaquín Brotons (1988).
- Chema Abad (1997-1998), en su edición de medianoche.
- Juan Manuel Gozalo (1989-2007).
- Juan Yeregui (2007-2008).
- José Luis Toral (2008-2013).
- Chema Abad (2013-3/Sep/2021).
- José María Rubí (6/Sep/2021-actualidad).

## Premios
- Premio Ondas en 1954 (Nacionales de Radio) al Mejor Programa Deportivo.

- Datos: Q11159876